# Absolutely Fabulous
Absolutely Fabulous is een Britse sitcom die vijf seizoenen lang (tussen 1992 - 2005 en 2011 - 2012) liep op de BBC. In Nederland werd de reeks uitgezonden door de VPRO en in 2015 herhaald door de tv-zender ONS. In België was de serie te volgen op de zender Canvas, van de VRT.

## Algemeen
De serie gaat over een gezin, moeder Eddie Monsoon (Jennifer Saunders) en dochter Saffron (Julia Sawalha), wier rollen wat betreft verantwoordelijkheidsbesef en levenshouding tegengesteld zijn, en andersom dan men gezien het generatieverschil zou verwachten. Daarnaast spelen ook Joanna Lumley, Jane Horrocks en June Whitfield een belangrijke rol in de reeks. De serie werd geregisseerd door Bob Spiers en geproduceerd door Jon Plowman. De scenario's zijn van de hand van Jennifer Saunders.
Tot 2005 werden in totaal 36 afleveringen (inclusief specials) geproduceerd, maar in 2011 en 2012 werden er drie nieuwe afleveringen uitgezonden: voor 1e kerstdag 2011, voor nieuwjaarsdag 2012 en voor de Olympische Zomerspelen 2012.
Even was er sprake dat de Amerikaanse zender FOX een remake zou maken van de reeks, maar die plannen gingen uiteindelijk niet door.

## Oorsprong
Absolutely Fabulous is gebaseerd op een sketch uit French and Saunders van de BBC. Hierin werden een moeder (Jennifer Saunders) en dochter (Dawn French) opgevoerd, wier rollen wat betreft verantwoordelijkheid en levenshouding omgedraaid waren. Het typetje van de moeder, Edina Monsoon (of kortweg 'Eddie') was losjes gebaseerd op het karakter Eddie Monsoon uit Eddie Monsoon - A Life? van The Comic Strip Presents... uit 1984. Eddie drinkt overmatig, gebruikt drugs en is geobsedeerd door roem, mode en geld. Haar dochter Saffron ('Saffy') is in alles haar tegenpool. Saffron draagt ouderwetse kleren, studeert hard en probeert haar moeder enigszins op het rechte pad te houden.
Voor de televisieserie is de cast aangepast en uitgebreid. Dawn French speelde de dochter in de proefaflevering, maar men moest toegeven dat zij door haar leeftijd niet erg geloofwaardig was in de rol van dochter. In haar plaats werd Julia Sawalha gecast. Er werden twee nieuwe vaste rollen bijgeschreven: Eddies vriendin Patsy Stone (gespeeld door Joanna Lumley) en Eddies moeder (gespeeld door June Whitfield). Patsy's enige levenstaak lijkt het overmatig consumeren van alcohol, drugs en seks met jonge mannen te zijn. Zij komt vaak in conflict met Saffy, die vindt dat zij een slechte invloed op haar moeder heeft. Eddie is eigenares van een PR-bureau en kampt met een soort ‘midlife crisis’. Ze is de veertig gepasseerd, worstelt constant met haar gewicht en probeert met alle macht de tekenen van het ouder worden te maskeren.

## Rolverdeling

### Vaste personages
| Acteur            | Personage                                                                   | Opmerkingen                                               |
| ----------------- | --------------------------------------------------------------------------- | --------------------------------------------------------- |
| Jennifer Saunders | Edwina Eddie Margaret Rose Monsoon                                          |                                                           |
| Julia Sawalha     | Saffron Saffy Monsoon                                                       | Dochter van Eddie, studente en tegenpool van haar moeder. |
| Joanna Lumley     | Eurydice Clytaemnestra Dido Bathsheba Rabelais Patricia Patsy Cocteau Stone | Eddies beste vriendin                                     |
| June Whitfield    | Mrs. Monsoon                                                                | Eddies beetje seniele moeder.                             |
| Jane Horrocks     | Bubble/ Katy Grin                                                           | Eddies domme secretaresse/ televisiepersoonlijkheid       |

### Gastacteurs
- Christopher Ryan - Marshall Turtle
- Mo Gaffney - Bo Turtle
- Christopher Malcolm - Justin
- Helen Lederer - Catriona
- Harriet Thorpe - Fleur
- Naoko Mori - Sarah (Titikaka)
- Gary Beadle - Oliver
- Kathy Burke - Magda
- Celia Imrie - Claudia Bing

## Muziek
De titelmuziek van de televisieserie is de door Bob Dylan en Rick Danko geschreven song This Wheel's on Fire, gezongen door Julie Driscoll en Adrian Edmondson. Daarnaast verscheen in mei 1994 een single met de titel Absolutely Fabulous, onder dezelfde bandnaam. Het ging om een productie van de Pet Shop Boys met medewerking van Jennifer Saunders en Joanna Lumley, speciaal voor Comic Relief, een goed doel in Groot-Brittannië. Het dance-nummer met geluidsfragmenten uit de televisieserie bereikte nummer 6 in de Engelse hitlijst.

## Film
Na het succes van de televisieserie in de jaren negentig heeft Jennifer Saunders , de schrijfster van alle voorgaande afleveringen, besloten om er een film van te maken. Deze film kwam uit in 2016 onder de naam Absolutely Fabulous: The Movie. Voor deze film werd This Wheel's on Fire gezongen door de Australische zangeres Kylie Minogue.